# Naprowadzanie lotnictwa na cel
Naprowadzanie lotnictwa na cel - element składowy dowodzenia lotnictwem podczas działań bojowych; polega na naprowadzaniu grupy samolotów (samolotu) na wyznaczone cele, za pomocą środków radiotechnicznych, naziemnych.
Naprowadzanie lotnictwa na cele naziemne można również wykonywać za pomocą sygnałów wzrokowych (tzn. pocisków artyleryjskich, lotniczych bomb oświetlających, reflektorów, itp.) oraz poprzez podświetlanie celu laserem.